# Pardaloter
Pardaloter (Pardalotidae) är en liten familj med mycket små, kraftfullt färgade fåglar som förekommer i Australien. De har kort stjärt, kraftfulla ben, och kort trubbig näbb. Familjen omfattar fyra arter i det enda släktet Pardalotus vilka delas upp i en mängd underarter. Dess vetenskapliga namn, såväl som svenska trivialnamn härstammar från det grekiskans παρδαλο som betyder "fläckig". Till familjen fördes tidigare många fler arter som idag splittats till familjen taggnäbbar (Acanthizidae).
Pardaloter tillbringar mesta tiden högt uppe i ytterkanten av trädkronorna där den födosöker efter insekter, spindlar och framförallt en typ av skyddande skal av kristalliserad honungsdagg som byggs av arter inom insektsfamiljen Psyllidae. De lever vanligtvis i par eller mindre familjeflockar men bildar ibland stora flockar efter häckningssäsongen.
De är säsongshäckande i de tempererade delarna av Australien men kan häcka hela året i varmare områden. De lever i monogama par och föräldrarna tar hand om bobygget, ruvningen och uppfödningen av ungarna tillsammans. De häckar i djup horisontella tunnlar som de gräver i jordvallar. Den yttre diametern på hålet är stort som ett mushål, men kan sträcka sig en meter djupt eller mer. Vissa arter kan också häcka i trädhålor.

## Systematik
Pardaloterna taxonomiska placering har länge varit oklar. Idag placeras de inom superfamiljen Meliphagoidea, som i övrigt utgörs av familjerna Maluridae, Dasyornithidae, Acanthizidae och Meliphagidae. Huruvida pardaloterna ska behandlas som en egen familj eller en underfamilj inom Meliphagidae är omdiskuterat.
Den kontroversiella Sibley-Ahlquists taxonomin omdefinierade familjerna Acanthizidae och Dasyornithidae som underfamiljer inom familjen Pardalotidae men en senare studie indikerade att pardaloterna är mer närbesläktade med Meliphagidae (honungsfåglarna) och skulle kunna kategoriseras som en underfamilj inom denna grupp.
Den senaste (2019) studien av Carl H. Oliveros med flera indikerar att pardaloter (Pardalotidae) är systertaxon till Acanthizidae. Därefter ansluter, i fallande släktsskapsordning, troligen Meliphagidae, Dasyornithidae, Maluridae, De ovannämnda utgör kladen Meliphagida, som är relativt basal inom osciner (Passeri, sångfåglar). Kladen Meliphagida med rangen parvordning, innehåller samma familjer som superfamiljen Meliphagoidea.

### Arter
- Tasmanpardalot (Pardalotus quadragintus)
- Fläckpardalot (Pardalotus punctatus)
- Rödbrynad pardalot (Pardalotus rubricatus)
- Strimpardalot (Pardalotus striatus)